# Південний пастушок
Південний пастушок (Gallirallus) — рід журавлеподібних птахів родини пастушкових (Rallidae). Включає один сучасний вид з Нової Зеландії та низку вимерлих форм, які колонізували численні невеликі острови Полінезії, втратили здатність до польоту, та вимерли після появи людей.

## Види
- Уека (Gallirallus australis)
- †Gallirallus astolfoi
- †Gallirallus epulare
- †Gallirallus ernstmayri
- †Gallirallus gracilitibia
- †Gallirallus huiatua
- †Gallirallus pendiculentus
- †Gallirallus pisonii
- †Gallirallus ripleyi
- †Gallirallus roletti
- †Gallirallus steadmani
- †Gallirallus storrsolsoni
- †Gallirallus temptatus
- †Gallirallus vekamatolu
- †Пастушок Гіва Оа (Gallirallus sp)
- †Пастушок норфолкський (Gallirallus sp)